# Jüdischer Friedhof Iba (Bebra)
Der Jüdische Friedhof Iba ist ein Friedhof im Stadtteil Iba der Stadt Bebra im Landkreis Hersfeld-Rotenburg in Hessen.
Der 351 m² große jüdische Friedhof liegt unmittelbar oberhalb des allgemeinen Friedhofes (Straße "Am Burggarten"). Zur Abgrenzung ist zwischen beiden Friedhöfen eine niedere Hecke vorhanden. Es sind acht Grabsteine erhalten, die durch starke Verwitterung nur noch teilweise lesbar sind.

## Geschichte
Ein eigener jüdischer Friedhof in Iba wurde in der Mitte des 19. Jahrhunderts angelegt. Vorher wurden die Toten der jüdischen Gemeinde Iba auf dem jüdischen Friedhof in Rotenburg beigesetzt.